# 美麗枝牙鰕虎
美麗枝牙鰕虎（学名：Stiphodon elegans）为鰕虎科枝牙鰕虎魚屬下的一个种。